# Powiat Minamikoma
Powiat Minamikoma (jap. 南巨摩郡 Minamikoma-gun) – powiat w Japonii, w prefekturze Yamanashi. W 2024 roku liczył 30 849 mieszkańców.

## Miejscowości
- Hayakawa
- Fujikawa
- Minobu
- Nanbu